# Ejektivní souhláska
Ejektivní souhláska je neznělá souhláska, která při řeči vzniká simultánním uzavřením hlasivek. Ve fonologii konkrétního jazyka ejektiva mohou kontrastovat s aspirovanými souhláskami.
Ejektivy používá asi 20 % jazyků na světě. Velmi často se vyskytují v jazycích severozápadní části Severní Ameriky a často také v západních částech severní a Jižní Ameriky. Běžné jsou rovněž ve východní a jižní Africe a v kavkazských jazycích. V ostatních jazycích se vyskytují jen výjimečně.

## Zaznamenávání v IPA
V IPA se ejektiva zapisují příslušným symbolem odpovídající neejektivní souhlásky s přidaným apostrofem.